# 西町 (横浜市)
西町（にしちょう）は、神奈川県横浜市磯子区の町名。丁番を持たない単独町名である。住居表示実施済み区域。正式な読みは「にしちょう」であるが、地元では「にしまち」と呼称されている。

## 地理
磯子区北東部に位置する。北で下町、北東で中区根岸旭台、東で東町、南で鳳町、西で原町と接する。根岸線根岸駅の駅前市街地のうち西側にあたる。横浜市主要地方道82号山下本牧磯子線の北側の丘陵部には、一戸建てを中心とした住宅地が造られている。横浜市主要地方道82号山下本牧磯子線はかつての海岸線に相当し、ここより南側は埋立地にあたる。この埋立地には集合住宅を含む商業ビル群及び横浜市立根岸中学校が置かれている。

## 歴史

### 沿革
- 1933年（昭和8年）4月1日 - 磯子区西根岸町を、芝生町・西根岸下町（現・下町）・西根岸坂下町（現・坂下町）・西根岸馬場町（現・馬場町）・西根岸上町（現・上町）に分割する[6][7]。現在の西町は、このうち芝生町の一部にあたる[6]。
- 1940年（昭和15年）4月1日 - 芝生町が中根岸町と鳳町に分割される[7]。現在の西町は、このうち中根岸町の西半にあたる[6]。
- 1955年（昭和30年）4月1日 - 横浜市電の間門～八幡橋開業[8][9]。町内を市電が通るようになる。
- 1964年（昭和39年）5月19日 - 国鉄根岸線開業（桜木町駅から磯子駅まで）[8]。
- 1964年（昭和39年）- 鳳運河の埋め立て
- 1965年（昭和40年）7月1日 - 住居表示の実施（磯子区根岸地区）[10]に伴い、中根岸町を廃止し、西半分を西町、東半分を東町とした。二つの町は新設>[8]。
- 1968年（昭和43年）8月31日 - 横浜市電の町内を通る区間が廃止[8]。

### 町名の変遷
| 実施後 | 実施年月日               | 実施前（各町名ともその一部）         |
| ------ | ------------------------ | ------------------------------------ |
| 西町   | 1965年（昭和40年）7月1日 | 中根岸町、西根岸下町、鳳町（各一部） |

※主に中根岸町の西半分を承継しながら、住居表示の実施に伴い、鳳運河の埋め立てや道路位置の整理を受けて、町の範囲を定めた。

## 世帯数と人口
2025年（令和7年）6月30日現在（横浜市発表）の世帯数と人口は以下の通りである。
| 町丁 | 世帯数    | 人口    |
| ---- | --------- | ------- |
| 西町 | 1,520世帯 | 2,926人 |

### 人口の変遷
国勢調査による人口の推移。
| 年                 | 人口  |
| ------------------ | ----- |
| 1995年（平成7年）  | 2,270 |
| 2000年（平成12年） | 2,017 |
| 2005年（平成17年） | 2,631 |
| 2010年（平成22年） | 2,609 |
| 2015年（平成27年） | 2,575 |
| 2020年（令和2年）  | 2,845 |

### 世帯数の変遷
国勢調査による世帯数の推移。
| 年                 | 世帯数 |
| ------------------ | ------ |
| 1995年（平成7年）  | 919    |
| 2000年（平成12年） | 923    |
| 2005年（平成17年） | 1,220  |
| 2010年（平成22年） | 1,258  |
| 2015年（平成27年） | 1,275  |
| 2020年（令和2年）  | 1,439  |

## 学区
市立小・中学校に通う場合、学区は以下の通りとなる（2024年11月時点）。
| 番地 | 小学校             | 中学校             |
| ---- | ------------------ | ------------------ |
| 全域 | 横浜市立根岸小学校 | 横浜市立根岸中学校 |

## 事業所
2021年（令和3年）現在の経済センサス調査による事業所数と従業員数は以下の通りである。
| 町丁 | 事業所数  | 従業員数 |
| ---- | --------- | -------- |
| 西町 | 155事業所 | 1,154人  |

### 事業者数の変遷
経済センサスによる事業所数の推移。
| 年                 | 事業者数 |
| ------------------ | -------- |
| 2016年（平成28年） | 177      |
| 2021年（令和3年）  | 155      |

### 従業員数の変遷
経済センサスによる従業員数の推移。
| 年                 | 従業員数 |
| ------------------ | -------- |
| 2016年（平成28年） | 1,158    |
| 2021年（令和3年）  | 1,154    |

## 交通

### 鉄道
町域の南端をJR東日本根岸線が通るが駅は設置されていない。東側に隣接する東町に根岸駅が置かれている。

### バス
- プールセンター前
  - 山下本牧磯子線上にある。根岸駅方面のバス停のみ町内にある（八幡橋方面は原町にある）。
    - 横浜市営バス 21系統・58系統・78系統（根岸駅方面のみ）・133系統（根岸駅方面のみ）・135系統（根岸駅方面のみ）・273系統（ふれあいバス）・361系統（21系統の深夜バス）・366系統（103系統の深夜バス）
- 下町
  - 根岸疎開道路上にある。根岸駅方面のバス停のみ町内にある（八幡橋方面は原町にある）。
    - 横浜市営バス 78系統・133系統・135系統

### 道路
- 横浜市主要地方道82号山下本牧磯子線（本牧通り）
- 根岸疎開道路
- 磯子橋通疎開道路

## 施設
- 横浜市立根岸中学校
- 横浜市立根岸小学校
- 根岸幼稚園
- 星の子保育園
- 根岸八幡神社

### かつて存在した施設
- 大日本航空根岸飛行場 - 敷地の一部が現在の根岸中学校付近にあたる。鳳町・原町に跨る[20]。横浜プールセンター入口のバス通りに、説明プレートがある[21]。
- 海外移住センター - 1961年（昭和36年）6月、外務省横浜移住斡旋所として開所[8][22]。ブラジルなどへの移住啓発の催しを開催し、スライドや映画の上映、現地産コーヒー豆の試飲イベントを行っていた。それらは海外移住のプラス面を強調していた。また渡航前の研修施設であり、宿泊しながら現地の言葉や習慣を学び、出入国手続きを行った。横浜に移住センターがあったのは、横浜港から船で渡航するからであった[23][24]。移住センターは現在の西町16の西半分にあった。南側は根岸線の線路である。国の移住事業の廃止により、移住センターはその役目を終えた。跡地はライオンズマンションになっている。
- 鳳運河 - 現在の西町17の一部。現在の根岸中学校校舎の北側から原町、鳳町を通り根岸湾につながる運河であり、延長は944メートル、幅は約36メートル[25]。漁船の往来があった。1964年に埋め立てられ、現在は駐車場と緑地帯等になっている。
- 鳳橋 - 鳳運河に架かっていた橋。現在の西町17の北西端にあり、西町と原町の境にあった。戦後、立ち入りは自由だったが、橋を渡った先（南端）は閉鎖されていた。

## その他

### 日本郵便
- 郵便番号 : 235-0007[3]（集配局：磯子郵便局[26]）

### 警察
町内の警察の管轄区域は以下の通りである。
| 番・番地等 | 警察署     | 交番・駐在所 |
| ---------- | ---------- | ------------ |
| 全域       | 磯子警察署 | 根岸駅前交番 |

## 参考資料
- “横浜市町区域要覧” (PDF).   横浜市市民局 (2016年6月). 2022年9月6日閲覧。